# Jocelyn Rae
Jocelyn Rae (ur. 20 lutego 1991 w Nottingham) – brytyjska tenisistka, medalistka Igrzysk Wspólnoty Narodów, reprezentantka kraju w Pucharze Federacji.

## Kariera tenisowa
W przeciągu kariery wygrała jeden singlowy i dwadzieścia trzy deblowe turnieje rangi ITF. 12 lipca 2010 zajmowała najwyższe miejsce w rankingu singlowym WTA Tour – 450. pozycję, natomiast 22 lutego 2016 roku osiągnęła najwyższą lokatę w deblu – 67. miejsce.
W 2010 roku podczas Igrzysk Wspólnoty Narodów zdobyła złoty medal w grze mieszanej, startując w parze z Colinem Flemingiem. Szkocka para pokonała wówczas reprezentantów Australii Anastasiję Rodionową i Paula Hanleya.
W 2014 roku osiągnęła pierwszy finał zawodów WTA Tour w grze podwójnej – w Båstad razem z Anną Smith przegrały w nim 1:6, 1:6 z parą Andreja Klepač–María-Teresa Torró-Flor.

## Finały turniejów WTA
| Legenda                     | Legenda |
| --------------------------- | ------- |
| Wielki Szlem                |         |
| Igrzyska olimpijskie        |         |
| WTA Tour Championships      |         |
| 2009 – 2020                 |         |
| WTA Premier Mandatory       |         |
| WTA Premier 5               |         |
| WTA Premier                 |         |
| WTA International Series    |         |
| WTA 125K series (2012–2020) |         |

### Gra podwójna 4 (0-4)
| Końcowy wynik | Nr | Data             | Turniej    | Nawierzchnia | Partnerka    | Przeciwniczki                          | Wynik finału   |
| ------------- | -- | ---------------- | ---------- | ------------ | ------------ | -------------------------------------- | -------------- |
| Finalistka    | 1. | 20 lipca 2014    | Båstad     | Ceglana      | Anna Smith   | Andreja Klepač María-Teresa Torró-Flor | 1:6, 1:6       |
| Finalistka    | 2. | 14 czerwca 2015  | Nottingham | Trawiasta    | Anna Smith   | Raquel Kops-Jones Abigail Spears       | 6:3, 3:6, 9-11 |
| Finalistka    | 3. | 17 września 2016 | Tokio      | Twarda       | Anna Smith   | Shūko Aoyama Makoto Ninomiya           | 3:6, 3:6       |
| Finalistka    | 4. | 18 czerwca 2017  | Nottingham | Trawiasta    | Laura Robson | Monique Adamczak Storm Sanders         | 4:6, 6:4, 4-10 |

## Finały turniejów rangi ITF
| turnieje z pulą nagród 100 000 $ |
| turnieje z pulą nagród 75 000 $  |
| turnieje z pulą nagród 50 000 $  |
| turnieje z pulą nagród 25 000 $  |
| turnieje z pulą nagród 15,000 $  |
| turnieje z pulą nagród 10 000 $  |

### Finały turniejów singlowych ITF
| Rezultat     | Data       | Turniej    | Naw.   | Przeciwniczka | Wynik    |
| Finalistka   | 31/08/2009 | Cumberland | Twarda | Jade Windley  | 1:6, 1:6 |
| Zwyciężczyni | 12/10/2009 | Mitylena   | Twarda | Jade Windley  | 6:2, 6:1 |

### Wygrane turnieje deblowe ITF
| Data       | Turniej      | Naw.          | Partnerka      | Przeciwniczki                          | Wynik             |
| 15/08/2008 | Kawana       | Twarda        | Emelyn Starr   | Alexis Prousis Robin Stephenson        | 6:4, 4:6, 10-4    |
| 06/07/2009 | Felixstowe   | Trawiasta     | Jade Windley   | Dalila Jakupovič Sarah-Rebecca Sekulic | 6:1, 6:0          |
| 13/07/2009 | Frinton      | Trawiasta     | Jade Windley   | Anna Fitzpatrick Emelyn Starr          | 6:3, 7:5          |
| 04/09/2009 | Cumberland   | Twarda        | Jade Windley   | Lucia Kovarciková Monika Tumová        | 6:4, 6:0          |
| 09/05/2010 | Edynburg     | Ceglana       | Amanda Elliott | Tímea Babos Tara Moore                 | 7:6:(5), 6:4      |
| 31/07/2010 | Chiswick     | Twarda        | Emelyn Starr   | Anna Fitzpatrick Jade Windley          | 6:1, 6:4          |
| 13/11/2010 | Loughborough | Twarda (hala) | Jade Windley   | Jana Orlová Petra Krejsová             | 6:3, 5:7, 10-4    |
| 09/11/2013 | Loughborough | Twarda (hala) | Anna Smith     | Francesca Palmigiano Camilla Rosatello | 6:0, 4:6, 10-3    |
| 15/11/2013 | Manchester   | Twarda (hala) | Anna Smith     | Eva Wacanno Julia Wachaczyk            | 6:1, 6:4          |
| 13/12/2013 | Navi Mumbai  | Twarda        | Anna Smith     | Oksana Kalasznikowa Diāna Marcinkēviča | 6:4, 7:6(5)       |
| 19/01/2014 | Glasgow      | Twarda (hala) | Anna Smith     | Martina Borecká Tereza Malíková        | 4:6, 6:2, 10-4    |
| 26/01/2014 | Sunderland   | Twarda (hala) | Anna Smith     | Ágnes Bukta Wiktorija Tomowa           | 6:1, 6:1          |
| 23/02/2014 | Nottingham   | Twarda (hala) | Anna Smith     | Naomi Broady Renata Voráčová           | 7:6(6), 6:4       |
| 31/03/2014 | Edgbaston    | Twarda (hala) | Anna Smith     | Magda Linette Amra Sadiković           | 3:6, 7:5, 10-4    |
| 07/06/2014 | Nottingham   | Trawiasta     | Anna Smith     | Sharon Fichman Maria Sanchez           | 7:6(5), 4:6, 10-5 |
| 27/07/2014 | Lexington    | Twarda        | Anna Smith     | Shūko Aoyama Keri Wong                 | 6:4, 6:4          |